# Síndrome do atraso das fases do sono
A síndrome do atraso das fases do sono (SAFS) é um distúrbio do sono causado pelo ritmo circadiano fora do comum, alterando assim o período de vigília e de sono, o ritmo da temperatura corporal, o ritmo hormonal e outros ciclos diários. Pessoas com SAFS geralmente adormecem algumas horas depois da meia-noite e têm dificuldade de acordar e se manter produtivas pela manhã. É possível que as pessoas que sofram de SAFS tenham um ritmo circadiano significativamente maior do que 24 horas. Dependendo da severidade da síndrome, os sintomas podem ser tratados, com níveis diferentes de sucesso, mas nenhuma cura é conhecida e pesquisas acadêmicas sugerem que há uma predisposição genética para a desordem.
As pessoas afetadas geralmente indicam que embora elas não consigam dormir até tarde na madrugada, elas conseguem dormir geralmente no mesmo horário todos os dias. A menos que tenham outro distúrbio do sono como apneia, os pacientes podem dormir bem e têm uma necessidade normal de sono. Entretanto, eles têm dificuldade em acordar a tempo para atividades do cotidiano, como a escola ou o trabalho. Se eles conseguirem seguir sua própria rotina – por exemplo, dormir das 04:00 às 13:00 – seu sono melhora e eles não passam por sonolência diurna excessiva. Pacientes com SAFS que tentam seguir o ritmo da sociedade têm comparado a experiência a um jet lag constante; de fato, a SAFS é conhecida como "jet lag social".
Em 2017, pesquisadores associaram a SAFS a pelo menos uma mutação genética. A síndrome geralmente se desenvolve na infância ou na adolescência. A versão adolescente costuma desaparecer no início da idade adulta. Caso contrário, permanece como uma condição vitalícia. A prevalência entre adultos, igualmente distribuída entre mulheres e homens, é de aproximadamente 0,15%, ou 1 em cada 600. A prevalência entre os adolescentes é de 7 a 16%.
A síndrome foi primeiramente descrita em 1981 por Elliot D. Weitzman do Montefiore Medical Center. É responsável por 7-13% das queixas de pacientes de insônia crônica. No entanto, como muitos médicos desconhecem a condição, ela é tratada de maneira errada. SAFS é comumente diagnosticada como insônia ou uma condição psiquiátrica. Os tratamentos incluem higiene do sono, fototerapia, exercícios matinais e rotina alimentar, e medicamentos como melatonina e modafinil; a primeira é um hormônio natural responsável pelo relógio biológico humano. No pior cenário, a SAFS é uma deficiência. Uma grande dificuldade para o tratamento é a manutenção de uma rotina de acordar cedo, uma vez que o corpo do paciente tende a reiniciar a rotina de sono nas suas horas tardias de sempre. As pessoas com SAFS podem melhorar sua qualidade de vida ao escolher carreiras com horários de trabalho flexíveis, ao invés de tentar seguir a rotina convencial das 8:00 às 18:00.

## Características

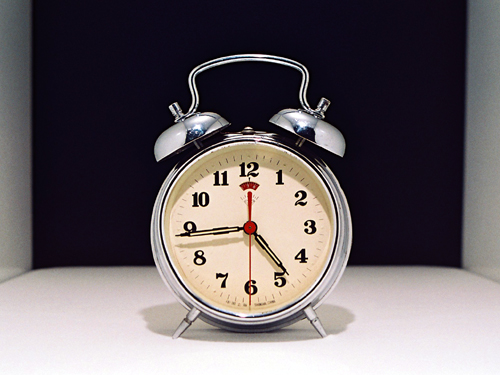
Médicos, enfermeiros e outros trabalhadores noturnos costumam sofrer com problemas cardiovasculares e psiquiátricos causados pelo horário irregular de sono.

Frequentemente, as pessoas com essa desordem relatam que não conseguem adormecer antes de uma hora muito tardia, ainda que adormeçam por volta da mesma hora todas os dias. A menos que tenham outro transtorno correlacionado, como apneia do sono ou transtorno bipolar, os pacientes conseguem dormir bem e têm uma necessidade normal de sono. Os principais problemas causados pelo ciclo atrasado são escolares, profissionais, familiares e sociais. Quando lhes é permitido seguir os seus próprios horários eles dormem normalmente de 6 a 9 horas, despertam espontaneamente e não experimentam sonolência excessiva. Caso contrário pode ser classificado como hipersonia (sono excessivo), insônia ou pelo transtorno causador.
A síndrome se desenvolve normalmente na infância ou adolescência.
A SAFS foi formalmente descrita em 1981 pelo Dr. Elliot D. Weitzman e outros no Montefiore Medical Center. No entanto, como poucos médicos estão cientes dela, muitas vezes não é tratada ou é tratada de forma inadequada; A SAFS é muitas vezes diagnosticada erroneamente como insônia primária ou como uma condição psiquiátrica. Em sua forma mais severa e inflexível, é uma deficiência invisível.

## Diagnóstico
De acordo com a Classificação Internacional de Distúrbios do Sono (ICSD), os distúrbios do sono relacionados ao ritmo circadiano partilham uma base comum subjacente cronofisiológica:

### Critérios
Os critérios do ICSD (página 128-133) para diagnóstico da síndrome do atraso das fases do sono são os seguintes:
Algumas pessoas com a anomalia adaptam suas vidas para o atraso da fase do sono, evitando o horário comercial comum (por exemplo, das 9:00 às 5:00), tanto quanto possível. Eles têm a doença, mas para eles não é uma deficiência. Os critérios de gravidade da ICSD, todos eles "pelo período de pelo menos um mês", são:
- Leve: atraso de duas horas associado com pequeno ou moderado prejuízo da função social ou ocupacional.
- Moderado: três horas de atraso associado com prejuízo moderado.
- Grave: atraso de quatro horas associado com prejuízo grave.

### Diferenciais
Algumas características da SAFS que a distinguem de outros distúrbios do sono são:
- Pessoas com SAFS tem pelo menos uma capacidade normal - e muitas vezes muito maior do que a normal - de dormir durante a manhã, e às vezes também à tarde. Em contraste, pessoas com insônia crônica não acham muito mais fácil dormir durante a manhã do que à noite.
- Pessoas com SAFS adormecem mais ou menos no mesmo horário todas as noites e o sono vem muito rapidamente se a pessoa vai para a cama perto da hora em que normalmente adormece. Crianças com SAFS resistem em ir para a cama antes de estarem com sono, mas a resistência na hora de dormir desaparece se elas forem autorizadas a ficar acordadas até o horário em que geralmente caem no sono.
- Pacientes com SAFS podem dormir bem e regularmente quando podem seguir o seu próprio horário de sono, por exemplo, nos fins de semana e durante as férias.
- A SAFS é uma condição crônica. Os sintomas devem estar presentes por pelo menos um mês antes de um diagnóstico de SAFS poder ser feito.

Tentar forçar alguém com SAFS à agenda da sociedade durante o dia tem sido comparado a viver constantemente com 6 horas de jet lag; o transtorno tem, de fato, sido referido como "jet lag social". Muitas vezes, os pacientes administram apenas algumas horas de sono por noite durante a semana de trabalho, então compensam dormindo até à tarde nos fins de semana. Dormir até tarde nos finais de semana, e / ou tirar longas sestas durante o dia, pode dar às pessoas com o distúrbio, alivio da sonolência diurna, mas também pode perpetuar o atraso da fase do sono.
Pessoas com SAFS sentem-se mais alertas, funcionar melhor e serem mais criativas a noite. Pacientes com SAFS simplesmente não conseguem se forçar a dormir cedo. Eles podem mexer e rolar por horas na cama, e às vezes nem mesmo dormem, antes de se apresentar para o trabalho ou escola.
Quando os pacientes com SAFS finalmente procuram ajuda médica, eles geralmente tentaram muitas vezes mudar o seu horário de dormir. Táticas falhas para dormir em horários mais cedo podem incluir a manutenção adequada da higiene do sono, técnicas de relaxamento, deitar-se mais cedo, hipnose, álcool, comprimidos para dormir, leitura maçante, e remédios caseiros. Pacientes com SAFS que tentaram usar sedativos à noite, muitas vezes relatam que o medicamento faz com que se sintam cansados ou relaxados, mas que não consegue induzir o sono. Eles, frequentemente, pedem aos membros da família para ajudar a despertá-los de manhã, ou usam vários despertadores. Como a síndrome ocorre na infância e é mais comum na adolescência, muitas vezes são os pais do paciente que iniciam a busca por ajuda, depois de muita dificuldade para acordar seu filho a tempo para a escola.
O nome formal atualmente estabelecido na segunda edição da Classificação Internacional de Distúrbios do Sono é distúrbio do sono relacionado ao ritmo circadiano, tipo atraso da fase do sono; o nome comum preferido é desordem do atraso da fase do sono.

## Prevalência
Cerca de 0,15% dos adultos, 3 em 2000, têm SAFS. Usando o critério de diagnóstico estrito da ICSD, um estudo aleatório em 1993, de 7.700 adultos (idade 18-67) na Noruega estimou a prevalência de SAFS em 0,17%. Um estudo similar de 1525 adultos (idade 15-59) no Japão, estimou sua prevalência em 0,13%.

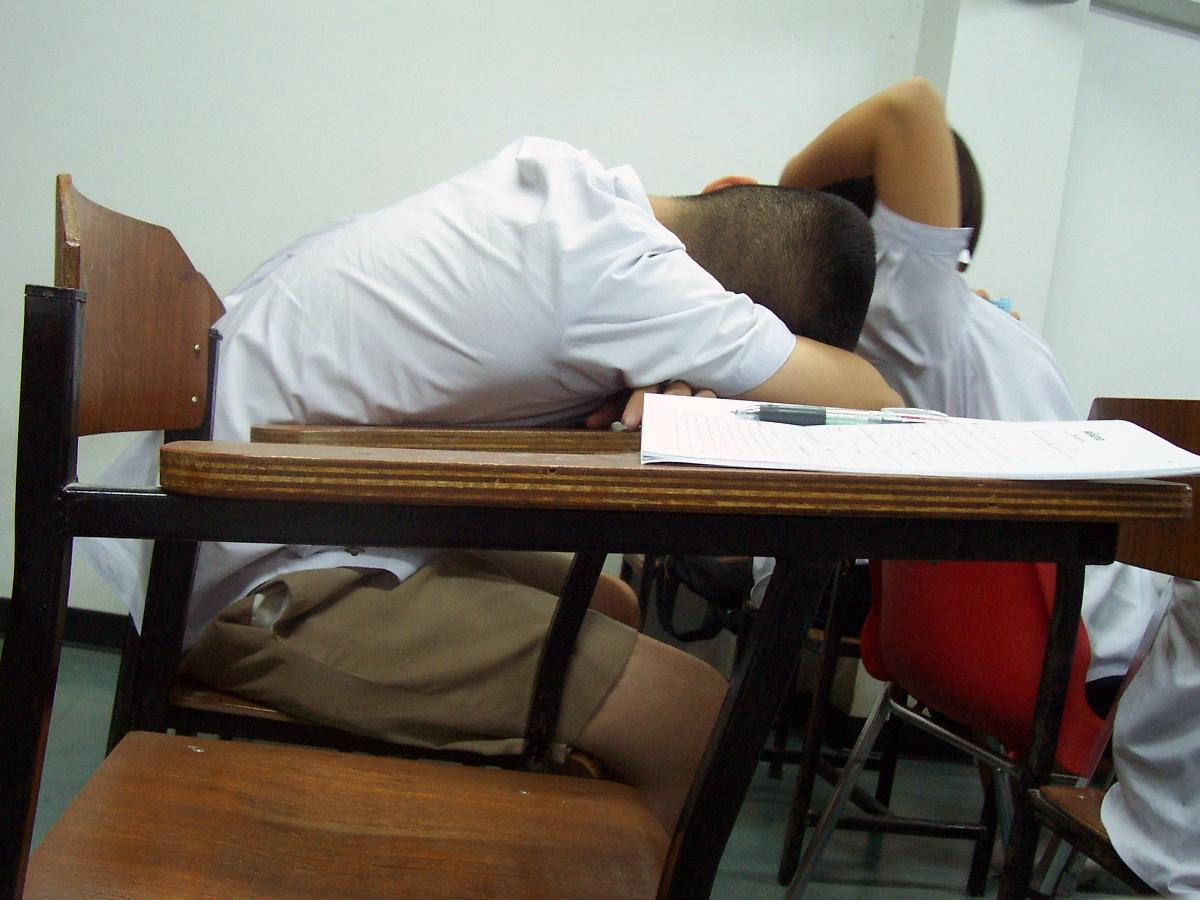
Entre adolescentes cerca de 7% possuem SAFS.

Entre os adolescentes, os homens predominam, enquanto a distribuição por sexo entre adultos mostra um número igual de mulheres e homens.
Um atraso marcante nos padrões de sono é uma característica normal do desenvolvimento dos seres humanos adolescentes. De acordo com Mary Carskadon, tanto a fase circadiana quanto a homeostase (o acúmulo da pressão do sono durante a vigília) contribuem para uma condição como a da SAFS na pós-puberdade, em comparação com pré-púberes.

## Fisiologia
A SAFS é um distúrbio do sistema de temporização do corpo - o relógio biológico. Indivíduos com SAFS podem ter um ciclo circadiano excepcionalmente longo, podem ter uma resposta reduzida ao efeito de reconfiguração da luz do dia sobre relógio do corpo e / ou podem responder exageradamente aos efeitos retardantes da luz crepuscular e muito pouco aos efeitos antecipantes da luz no início do dia. Em apoio à hipótese de aumento da sensibilidade à luz da noite, "a porcentagem de supressão de melatonina por um estímulo luz de 1.000 lux administrada duas horas antes do pico de melatonina foi relatada como sendo maior em 15 pacientes com SAFS que em 15 controles.".
Pessoas com sistemas circadianos normais geralmente podem cair no sono logo ao anoitecer, se dormiam muito pouco na noite anterior. Adormecer mais cedo, por sua vez, automaticamente ajuda a avançar seus relógios circadianos devido à diminuição da exposição à luz durante a noite. Em contraste, as pessoas com SAFS são incapazes de adormecer antes do seu horário de sono habitual, mesmo que sejam privadas de sono. A privação do sono não repõe o relógio circadiano de pacientes com SAFS, como o faz com as pessoas normais.
Pessoas com o transtorno que tentam viver em uma programação normal, não conseguem adormecer em um horário "razoável" e têm extrema dificuldade de acordar porque seus relógios biológicos não estão em fase com essa programação. Pessoas normais que não se ajustam bem ao trabalho no turno da noite têm sintomas semelhantes (diagnosticados como transtorno do sono por turno de trabalho, TSTT).
Na maioria dos casos, não se sabe o que causa a anomalia no relógio biológico de pacientes com SAFS. A SAFS tende a ocorrer em famílias, e um crescente corpo de evidências sugere que o problema está associado ao gene hPer3 (período humano 3). Têm havido vários casos documentados de SAFS e de síndrome de sono-vigília não 24 horas se desenvolvendo após traumatismo craniano.
Houve alguns casos de SAFS que se desenvolveram para a síndrome de vigília-sono não 24 horas, uma doença mais grave e debilitante em que o indivíduo dorme mais tarde a cada dia. Foi sugerido que, em vez de (ou talvez em adição a) uma menor reação à luz da manhã, um excesso de sensibilidade anormal à luz no final do dia pode contribuir para o estranho padrão não circadiano.

## Diagnóstico

Planejar um horário para dormir e acordar ajuda a prevenir transtornos causados por distúrbios de sono.

A SAFS é diagnosticada por uma entrevista clínica, um monitoramento actigráfico  e/ou um diário do sono mantido pelo paciente por pelo menos três semanas. A polissonografia também é usada com a finalidade principal de excluir outras doenças, como narcolepsia  ou apneia do sono. Se uma pessoa consegue por si própria, apenas com a ajuda de despertadores e força de vontade, ajustar-se a uma programação durante o dia, o diagnóstico não é dado.
A SAFS é  freqüentemente mal diagnosticada ou dispensada. Ela tem sido indicada como um dos distúrbios do sono mais comumente diagnosticados como um distúrbio psiquiátrico primário. A SAFS é freqüentemente confundida com: insônia psicofisiológica, depressão,  transtornos psiquiátricos como esquizofrenia ou TDAH; outros distúrbios do sono, ou rejeição à escola. Terapeutas do sono apontam a taxa tristemente  baixa de diagnósticos precisos da doença e muitas vezes pedem por uma melhor educação médica sobre os distúrbios do sono.

## Tratamento
O tratamento, um conjunto de técnicas de gestão, é específico para a SAFS. Ele é diferente do tratamento da insônia e reconhece a capacidade do paciente de dormir bem em seus próprios horários ao abordar o problema de tempo. O sucesso, se houver, pode ser parcial; por exemplo, um paciente que normalmente desperta ao meio-dia pode atingir apenas um horário de despertar de 10:00 ou 10:30 com o tratamento e acompanhamento. Ser consistente com o tratamento é fundamental.
Antes de iniciar o tratamento da SAFS, os pacientes são freqüentemente convidados a passar pelo menos uma semana dormindo regularmente, sem cochilos, nos horários em que o paciente está mais confortável. É importante para os pacientes iniciar o tratamento bem descansados.
Tratamentos que têm sido relatados na literatura médica incluem:
Terapia com luz (fototerapia) com uma lâmpada de espectro total ou viseira portátil, geralmente 10.000 lux por 30-90 minutos, à hora habitual de despertar espontâneo do paciente, ou pouco antes (mas não muito tempo antes), o que está de acordo com a curva de resposta de fase (CRF) para a luz. O uso de um dispositivo de fototerapia a LED pode reduzir esse tempo para 15-30 minutos. A luz solar também pode ser usada. A experimentação somente, de preferência com a ajuda de especialistas, irá mostrar quanto avanço é possível e confortável. Para a manutenção, alguns pacientes devem continuar o tratamento indefinidamente, alguns podem reduzir o tratamento diário para 15 minutos, outros podem usar a lâmpada, por exemplo, apenas alguns dias por semana ou apenas uma semana a cada três. Se o tratamento será bem sucedido, é altamente individual. A terapia com luz, geralmente requer a adição de algum tempo extra à rotina matinal do paciente. Pacientes com história familiar de degeneração macular são aconselhados a consultar com um oftalmologista. O uso da administração exógena de melatonina (ver abaixo) em conjunto com a terapia da luz é comum.
Luzes fracas à noite, às vezes chamado de terapia da escuridão. Assim como a luz brilhante ao acordar deveria avançar fase de sono de alguém, luz brilhante ao anoitecer e à noite a atrasa (veja a CRF). Pode-se ser aconselhado a manter luzes fracas durante as últimas horas antes de dormir e até mesmo usar óculos escuros ou óculos de cor âmbar. Alcançar um início de sono dormir mais cedo, em um quarto escuro com os olhos fechados, efetivamente bloqueia um período de luz que atrasa a fase. A compreensão disso é um fator de motivação no tratamento.
A cronoterapia, que se destina a repor o relógio circadiano manipulando os horários de sono. Muitas vezes, a cronoterapia deve ser repetida a cada poucos meses para manter os resultados e sua segurança é incerta. Ela pode ser de um dos dois tipos. O mais comum consiste em ir para a cama duas ou mais horas mais tarde a cada dia por vários dias até que a hora de dormir desejada seja alcançada. Uma cronoterapia modificada (Thorpy, 1988) é chamada de privação controlada do sono com avanço de fase, PSAF. Fica-se acordado uma noite e um dia inteiros, então vai-se para a cama 90 minutos mais cedo que o habitual e mantem-se o novo horário por uma semana. Este processo é repetido semanalmente, até que a hora de dormir desejada seja alcançada.

A Melatonina tomada cerca de uma hora antes da hora de deitar usual pode induzir sonolência. 

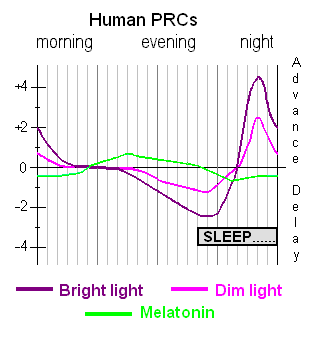
Curvas de resposta de fase para luz e para a administração de melatonina

 Tomada assim tão tarde, não afetará, por si só, o ritmo circadiano, mas uma diminuição da exposição à luz ao anoitecer é útil no estabelecimento de um padrão mais precoce. De acordo com sua curva de resposta de fase (CRF), uma pequena dose de melatonina também pode, ser tomada algumas horas antes, como uma ajuda para redefinir o relógio do corpo; ela deve ser tão pequena a ponto de não induzir sonolência excessiva.
Os efeitos colaterais da melatonina podem incluir perturbações do sono, pesadelos, sonolência diurna e depressão, embora a tendência atual de usar doses mais baixas tenha diminuido tais queixas. Grandes doses de melatonina podem até ser contraproducentes:Lewy at al. dão suporte à "ideia de que melatonina demais pode transbordar para a zona errada da curva de resposta de fase da melatonina." Os efeitos de longo prazo da administração de melatonina não foram examinados. Em alguns países o hormônio está disponível apenas por prescrição ou indisponível. Nos Estados Unidos e Canadá a melatonina é livremente disponível como um suplemento dietético. O medicamento por prescrição Rozerem (ramelteon) é um análogo da melatonina que, seletivamente, liga-se aos receptores de melatonina MT1 e MT2 e, portanto, tem a possibilidade de ser eficaz no tratamento da SAFS.
Uma revisão por um órgão do governo dos EUA descobriu pouca diferença entre a melatonina e o placebo para a maioria dos distúrbios primários e secundários do sono. A única exceção, onde a melatonina é eficaz, é a "anomalia circadiana" SAFS.
A Cannabis tem sido sugerida como ajuda para o combate da SAFS. No entanto, nenhuma pesquisa foi feita ainda que mostre que a cannabis funciona na SAFS. O início do sono é afetado pelos dois canabinóides primários. O THC, Δ9-tetraidrocanabinol,aumentou dramaticamente a produção de melatonina em alguns indivíduos em um pequeno estudo em 1986 onde os autores afirmam que "[e]stes resultados preliminares são difíceis de interpretar". Um estudo anterior mostrou que o CBD, canabidiol, foi eficaz para ajudar insones a dormir. Vários estudos têm mostrado que a administração aguda de THC diminui a latência do sono e está associada a relatos de maior facilidade para pegar no sono. O uso pesado de cannabis pode levar à diminuição dos níveis de sono REM e ao aumento dos níveis de sono de ondas lentas, juntamente com a reduçao da função mental na manhã seguinte. No entanto, foi demonstrado que doses de 5 mg de THC e CBD não apresentam esses efeitos.
O Modafinil (Provigil) é aprovado nos EUA para o tratamento do distúrbio do sono por turno de trabalho, que compartilha algumas características com a SAFS, e alguns médicos estão o prescrevendo para pacientes SAFS. O Modafinil  não lida com causas subjacentes da SAFS, mas pode melhorar a qualidade de vida de um paciente com privação de sono. Tomando Modafinil menos de 12 horas antes do horário desejado para início do sono provavelmente irá exacerbar os sintomas ao atrasar o ciclo vigília-sono.
A Trazodona tratou com sucesso a SAFS em um homem idoso.
A Vitamina B12  foi, na década de 1990, sugerida como um remédio para SAFS, e ainda pode ser vista recomendada por muitas fontes. Vários relatos de casos foram publicados. No entanto, uma revisão da Academia Americana de Medicina do Sono, em 2007, concluiu que nenhum benefício foi observado com este tratamento.
Uma programação rigorosa e uma boa higiene do sono são essenciais para manter quaisquer bons efeitos do tratamento. Com o tratamento, algumas pessoas com SAFS leve podem dormir e funcionar bem com uma programação para dormir cedo. Cafeína e outras drogas estimulantes para manter a pessoa acordada durante o dia podem não ser necessárias, e devem ser evitadas durante a tarde e à noite, de acordo com a boa higiene do sono. A principal dificuldade no tratamento da SAFS é em manter uma programação de sono mais precoce depois de ter sido  estabelecida.  Eventos  inevitáveis da vida normal, como ficar acordado até tarde para uma celebração ou ter que ficar  na cama com uma doença, tendem a repor o  horário de dormir ao seu intrínsecos horários atrasados.

## Prognóstico

### Adaptação a horários tardios de sono
Taxas de sucesso a longo prazo do tratamento raramente têm sido avaliadas. No entanto, os médicos experientes reconhecem que a SAFS é extremamente difícil de tratar. Um estudo de 61 pacientes de SAFS com média de início do sono por volta das três horas e horário médio de acordar por volta de 11:30, foi seguido por questionários aos indivíduos um ano depois. Bons efeitos foram notados durante o tratamento de 6 semanas com uma dose diária, muito grande (5 mg), de melatonina. O acompanhamento mostrou que mais de 90% recaíram para os padrões de sono pré-tratamento dentro de um ano, com 28,8% relatando que a recidiva ocorreu dentro de uma semana. Os casos mais leves mantiveram alterações significativamente por mais tempo do que os casos mais graves.
Trabalhar à noite ou no turno da noite, ou trabalhar em casa, torna a SAFS um obstáculo menor para alguns. Muitas dessas pessoas não descrevem o seu padrão como uma "desordem". Alguns indivíduos com SAFS cochilam, tirando até 4-5 horas de sono pela manhã e 4-5 à noite. Carreiras favoráveis à SAFS podem incluir o trabalho de segurança, o trabalho no teatro, a indústria do entretenimento, o trabalho de recepção em restaurantes, hotéis ou bares, o trabalho em call center, enfermagem, direção de táxi de caminhão, mídia e escrita freelance, tradução, o trabalho em informática, ou a transcrição médica.
Algumas pessoas com o transtorno são incapazes de se adaptar aos horários precoces de dormir, mesmo depois de muitos anos de tratamento. Os pesquisadores do sono têm proposto que a existência de casos intratáveis de SAFS seja formalmente reconhecida como "deficiência por distúrbio do ciclo sono-vigília", uma deficiência invisível.
A Reabilitação para pacientes de SAFS inclui a aceitação da condição, e a escolha de uma carreira que permita horários tardios de sono, ou a condução de seu próprio negócio em casa, pois permite horários flexíveis. Em algumas escolas e universidades, os estudantes com SAFS são capazes de chegar a um acordo para fazer os exames em momentos do dia quando os seus níveis de concentração podem ser bons.
| “ | Os pacientes que sofrem da deficiência TSTT devem ser encorajados a aceitar o fato de que sofrem de uma incapacidade permanente, e que sua qualidade de vida só pode ser melhorada se estiverem dispostos a passar por reabilitação. É imperativo que os médicos reconheçam a condição médica da deficiência TSTT em seus pacientes e que os tragam ao conhecimento das instituições públicas responsáveis pela reabilitação profissional e social. | ” |

Nos Estados Unidos, o Americans with Disabilities Act exige que os empregadores acomodem os empregados com distúrbios do sono, proporcionando acomodações apropriadas.[carece de fontes?] No caso de SAFS, isto requer que o empregador acomode horários de trabalho tardios para trabalhos normalmente realizados em um horário de trabalho "das 9 às 5 horas".

### Impacto nos pacientes
A falta de consciência pública da doença contribui para as dificuldades sentidas pelas pessoas com SAFS, que são comumente estereotipadas como indisciplinadas ou preguiçosas. Os pais podem ser punidos por não dar aos seus filhos os padrões de sono aceitável, e as escolas e locais de trabalho raramente toleram alunos e trabalhadores cronicamente atrasados, ausentes ou com sono, falhando em vê-los como portadores de uma doença crônica.
| “ | Até o momento em que os pacientes de SAFS recebem um diagnóstico preciso, muitas vezes eles têm sido diagnosticados ou rotulados como trabalhadores ou estudantes preguiçosos e incompetentes durante anos. O diagnóstico errôneo de distúrbios do ritmo circadiano do sono como condições psiquiátricas causa sofrimento considerável para os pacientes e suas famílias e provoca que alguns pacientes recebam de forma inadequada prescrições de drogas psicoativas. Para muitos pacientes, o diagnóstico de SAFS é por si só, uma descoberta capaz de mudar a vida. | ” |

Como a SAFS é tão pouco conhecida e tão mal compreendida, grupos de apoio podem ser importantes para informação e auto-aceitação
Pessoas com SAFS que se obrigam a viver em um dia normal das 9 às 5, "muitas vezes não são bem sucedidas e podem desenvolver problemas físicos e psicológicos durante as horas de vigília, ou seja, sonolência, fadiga, dor de cabeça, diminuição do apetite, ou humor deprimido. Pacientes com distúrbios do ritmo circadiano do sono, muitas vezes têm dificuldade em manter vidas sociais normais e alguns deles perdem seus empregos ou deixar de frequentar a escola."

## Comorbidade
Cerca de 50% dos pacientes com SAFS sofrem de depressão clínica ou outros transtornos psicológicos, quase a mesma proporção que entre os pacientes com insônia crônica. De acordo com o ICSD:
| “ | Embora algum grau de psicopatologia esteja presente em cerca de metade dos pacientes adultos com SAFS, não parece haver nenhuma categoria específica de diagnóstico psiquiátrico em que estes pacientes recaiam. A psicopatologia não é particularmente mais comum em pacientes de SAFS comparados a pacientes com outras formas de "insônia." ... Se a SAFS resulta diretamente em depressão clínica, ou vice-versa, não é conhecido, mas muitos pacientes expressam desespero e desesperança considerável sobre dormir normalmente. | ” |

SAFS pode causar problemas sociais, mas não parece causar transtorno bipolar.
Seguir o relógio circadiano pode prevenir depressão ou não seguir aumentar os riscos de desenvolver depressão. O tratamento da SAFS pode melhorar o humor do paciente e tornar os antidepressivos mais eficazes.
A deficiência de Vitamina D tem sido associada à depressão. Assim a falta de exposição à luz solar durante o dia aumenta o risco de SAFS.
Dentre indivíduos com Transtorno Obsessivo-Compulsivo (TOC) 17% possuem atraso das fases de sono.

## Legislação

### Estados Unidos
De acordo com o Americans with Disabilities Act de 1990, "deficiência" é definida como uma "debilidade física ou mental que limita substancialmente uma ou mais atividades principais da vida". "Dormir" é definido como uma "atividade principal da vida" no § 12.102 (2) (a) do estatuto

## Referencias
- Thorpy MJ, Korman E, Spielman AJ, Glovinsky PB (1988). «Delayed sleep phase syndrome in adolescents». J Adolesc Health Care. 9 (1): 22–7. PMID 3335467. doi:10.1016/0197-0070(88)90014-9
- «When the body clock goes wrong: delayed sleep phase syndrome». Lancet. 340 (8824): 884–5. 1992. PMID 1357304. doi:10.1016/0140-6736(92)93292-U
- Regestein QR, Pavlova M (1995). «Treatment of delayed sleep phase syndrome». Gen Hosp Psychiatry. 17 (5): 335–45. PMID 8522148. doi:10.1016/0163-8343(95)00062-V
- Regestein QR, Monk TH (1995). «Delayed sleep phase syndrome: a review of its clinical aspects». Am J Psychiatry. 152 (4): 602–8. PMID 7694911
- Terman, Michael (19 de abril de 2010). «Sleeping (or Not) by the Wrong Clock». New York Times